# Sagrado (programa)
Sagrado foi uma série religiosa do Canal Futura exibida diariamente. O programa era exibido às 6h00 da manhã, com duração exata de 10 minutos.
Também já foi exibido pela TV Globo durante a semana, indo ao ar após o Novo Telecurso às 6h05 da manhã, alguns anos depois, passou a ser exibido antes do Novo Telecurso, às 4h50 da madrugada; já aos domingos, o programa era exibido às 6h50 da manhã, logo depois da Santa Missa. A série foi exibida pela primeira vez em 5 de outubro de 2009.

## Representantes religiosos
- Budismo: Lama Padma Samten
- Candomblé: Aderbal Ashogun, Makota Valdina
- Catolicismo: Padre Luís Corrêa Lima
- Protestantismo: Reverendo Marcos Amaral
- Pentecostalismo: Pastor Ricardo Gondim
- Espiritismo: Yasmin Madeira, Ernani Costa e Cristina Brito
- Islamismo: Sami Armed Isbelle, Xeque Jihad Hammadeh
- Judaísmo: Rabino Nilton Bonder, Rabino Sérgio Margulies
- Tradições indígenas: Pajé Sapaim e Kaká Werá
- Umbanda: Etiene Sales e Flávia Pinto

## Elenco
Todas as peças da série Sagrado iniciam com uma participação de atores e atrizes que, de alguma forma, estão relacionados à religião de cada episódio. Nem todos professam a tradição que representam, mas aceitaram participar por entenderem que o projeto contribuiu para um importante debate de ideias e com a liberdade religiosa que já existe no Brasil. São eles:
- Tony Ramos (catolicismo)
- Eriberto Leão (catolicismo)
- Luigi Baricelli (protestantismo)
- Oscar Magrini (protestantismo)
- Stênio Garcia (islamismo)
- Nathalia Timberg (judaísmo)
- Carlos Vereza (espiritismo)
- Nelson Xavier (espiritismo)
- Mayana Neiva (religiões afro-brasileiras)
- Juliana Paes (religiões afro-brasileiras)
- Christiane Torloni (budismo)
- Leona Cavalli (tradições indígenas)

## Temas
A cada semana, era retratado um tema específico:
01. Lugar e papel das religiões no mundo contemporâneo
02. Tragédia e solidariedade
03. Violência urbana
04. Lugar e papéis sociais da mulher no mundo contemporâneo
05. Vaidade e culto ao corpo
06. Novas famílias
07. Quando começa, quando termina a vida? Abordado pela temática dos transplantes
08. Ganância: a permanente tensão riqueza ‘versus’ felicidade
09. Liberdade sexual (orientações de gênero, poligamia...)
10. Estado laico (limites entre religião e Estado; movimentos religiosos no Congresso Nacional)
11. Destino ‘versus’ livre arbítrio
12. Liberdade de expressão
13. Pós-morte (vida após a morte; o que vem depois da morte?; por que o homem teme tanto a morte?)
14. Fome ‘versus’ vontade de comer (instinto e pulsão; obesidade)
15. Corrupção (política como prática democrática e corrupção)
16. Essência do ser humano (na essência o homem é bom?; bom selvagem ‘versus’ homem domesticado)
17. Meio ambiente: por que o homem não consegue alcançar sustentabilidade?
18. Crianças abandonadas pelas mães

## Programas relacionados
- Santa Missa em Seu Lar
- A Fé dos Homens